# 保皇派
保皇派（英語：royalist），又称保王派、保皇党、保王党，该词的英文原意是「王室主义者」，本意是指在君主制國家裏，支持某個特定的君主或某個王朝作為國家元首。保皇派與君主主義者並不同，後者擁護、支持保留和延續君主制，但不一定擁護某個特定的君主。

## 語源
「保皇」二字源於清朝晚期，戊戌政變後被通緝而流亡海外的康有為和梁啟超等人成立的保皇會。他們主張從慈禧太后手中營救光緒帝重掌大權以恢復變法維新和實現君主立憲制，效法日本由皇帝推行維新變法，保皇黨支持君主立憲的最有力立論在於君主制度比共和制更能同時避免分裂、獨裁與內戰，如康有為表示：「何謂中國革命？內亂相殘，必至令外人得利... 吾以為今之言革命民主者，糜爛四萬萬之人，大戰數十百年，而必不能成革命，必不能保中國」，主張「仆審內外，度形勢，以為中國只可君主立憲，不能行共和革命，若行革命，則內訌紛爭，而促外國之瓜分矣」，認為應從君主立憲過渡到民主，這與主張效法美國革命建立共和的革命黨人針鋒相對，兩者勢不兩立。

## 使用

### 法國
法國的保皇派和共和派自法國大革命爭奪全國政權，導致出現多次共和國和帝制復辟，由法蘭西第一共和國到法蘭西第三共和國，法國經歷三個共和國、兩次波旁王朝復辟和兩次由波拿巴家族建立的帝國，直至法國1875年憲法生效後，法國共和派在1877年取得國民議會的控制權後，實現共和政權才結束。

### 英國
玫瑰戰爭中，約克派、蘭開夏派均為金雀花王朝分支。
英國內戰時期，騎士黨又稱保王黨。之後，擁護詹姆斯二世的貴族勢力被稱為托利黨。

### 美國
美國獨立戰爭時期，北美十三州與法國屬於獨立派。對立方的大英帝國屬於保皇派。
其中比較特別的是一對父子，班傑明·富蘭克林屬於獨立派，他的私生子威廉·富蘭克林則是站在保皇派。
美國獨立建國後，威廉·富蘭克林隨英軍撤退到英國，終身沒有再回到美國土地。

### 中國大陸
清末民初辛亥革命時，清室貴族成立君主立憲維持會，又名宗社黨，主張維繫清朝統治，反對共和制。宣統帝遜位後，主張復辟清朝，以康有為為代表。
文革時期，「保皇派」一詞源自1966年6月5日《人民日報》社論《做無產階級革命派，還是資產階級保皇派？》，用来称呼文革期间的保皇派。
在当代中国，反对中国当局的左派和自由派使用 '保皇派' 这个词来指称支持中国当局的左派组织或个人，例如乌有之乡、艾跃进等。

### 澳門
澳門的官委議員在民間也被稱為「保皇黨」，澳門官委議員制度最初的設計原意是讓澳門總督以委任方式平衡立法會內華人與土生葡人的勢力、牽制立法會的權力和保障葡萄牙自身的利益。澳門回歸後，官委議員仍然慣常在重要議題上立在民意的對立面，對每一次針對政府施政的動議投反對票，故被稱為「保皇黨」。

### 香港
1967年香港六七暴動後，第一代民主運動被公眾遺忘，工人運動往後四十年沒有再出現，不過在香港政府隨後在70年代推動一連串政治改革和社會改革的同時，出現各種運動，例如社區運動、學生運動、白領勞工運動。當中的學生運動則分為國粹派、社會派、民主自由派。當中，民主自由派又簡稱自由派。1980年代，香港政府開始加快民主化，自由派和社會派發展成參與民主政治的政治人物和組織，而當時在行政局和三級議會與他們相對的勢力，因為效忠和維護作為宗主國——英國在香港的統治，而英國是君主制國家，所以這股親英勢力被稱為「保皇黨」。
保皇黨這個名稱一直沿用到現在，旧时用以稱呼效忠英國、維護英國在香港的統治力量政治人物和政治組織，意指行政局和立法局議員。不過在1997年香港主權移交後，原效忠港英政府的自由黨轉向支持中華人民共和國政府，一直是“保皇黨”，而工聯會由反對派變成了「保皇黨」。有指中央政府鑑於工聯會的不足，不能在香港吸納大資本家和地主階級，因此組織成跨階層的民建聯，後取代自由黨成為親中派最大政黨。
民主派稱親中政黨是「保皇黨」，即是在官方場合和媒體所稱的「建制派」，「皇」意指為中國共產黨及其領導的中華人民共和國政府。

### 马来西亚
柔佛保皇党（Johor Royalists Club / Badan Setiaraja Johor）是2015年3月23日，于马来西亚柔佛成立的一个非政府组织。其任务是要恢复“秩序”，而其宗旨为拥护柔佛皇室、促进对柔佛皇室文化传承的了解、及通过柔佛皇室消弭种族间的隔阂。柔佛保皇党成员必须是纯种柔佛人（Anak Jati Johor），即本人及双亲都是生、长于柔佛，并且效忠（且只效忠）于柔佛苏丹者。柔佛保皇党是以国民代表大会的形式运作，并由一个常务委员会处理日常事务。

## 相關
- 建制派
- 个人崇拜